# Kylie Showgirl
Kylie Showgirl uživo je DVD australske pjevačice Kylie Minogue.

## O albumu
Snimljen je tijekom njene turneje Showgirl: The Greatest Hits Tour 6. svibnja 2005. u stadijunu Earls Court u Londonu, a objavljen u izdanju diskografske kuće EMI 25. studenog 2005. godine u Europi. Album je producirao Philippa R. Pettett i režirao Russell Thomas.

### Uspjeh na top ljestvicama
2005. godine, Kylie Showgirl je dobio 3 platinaste certifikacije od australske ARIA., i tako postao njen 10. najprodavaniji glazbeni DVD u toj državi. Sljedeće godine DVD je ponovno certificirao 4 puta platinastom certifikacijom.

## Popis pjesama
- "Overture"
- "Better The Devil You Know"
- "In Your Eyes"
- "Giving You Up"
- "On a Night Like This"
- "Shocked"
- "What Do I Have to Do?"
- "Spinning Around"
- "In Denial"
- "Je Ne Sais Pas Pourquoi"
- "Confide In Me"
- "Red Blooded Woman"/"Where the Wild Roses Grow"
- "Slow"
- "Please Stay"
- "Over The Rainbow"
- "Come Into My World"
- "Chocolate"
- "I Believe in You"
- "Dreams"
- "Hand On Your Heart"
- "The Loco-Motion"
- "I Should Be So Lucky"
- "Your Disco Needs You"
- "Put Yourself in My Place"
- "Can't Get You Out of My Head"
- "Especially for You"
- "Love at Fist Sight"

### Posebni sadržaji
- Iza perja – dokumentarni film o događajima iza scene
- Showgirl Multiangle vizualni efekti
- Showgirl ROM sekcija

## Top ljestvice
| Top ljestvica (2005) | Najviša pozicija |
| -------------------- | ---------------- |
| Australija (DVD)     | 1                |
| UK (DVD)             | 2                |
| Austrija (DVD)       | 6                |
| Njemačka (DVD)       | 7                |
| Kanada (DVD)         | 9                |
| Belgija (DVD)        | 10               |

## Povijest izdanja
| Država                 | Datum              | Izdavač     | Format | Katalog  |
| ---------------------- | ------------------ | ----------- | ------ | -------- |
| Ujedinjeno Kraljevstvo | 28. studenog 2005. | EMI         | DVD    | 3433519  |
| Ujedinjeno Kraljevstvo | 28. studenog 2005. | EMI         | UMD    | 3433516  |
| Australija             | 9. prosinca 2005.  | EMI         | DVD    |          |
| Japan                  | 21. prosinca 2005. | Toshiba/EMI | DVD    | TOBW3270 |
| Brazil                 | Travanj 2007.      | EMI         | DVD    |          |